# Aleksandr Iljin-Żeniewski
|   | a | b | c | d | e | f | g | h |   |
| 8 | a8 – Czarna wieża · b8 – Czarny skoczek · c8 – Czarny goniec · e8 – Czarny hetman · f8 – Czarna wieża · g8 – Czarny król · a7 – Czarny pionek · b7 – Czarny pionek · c7 – Czarny pionek · e7 – Czarny goniec · g7 – Czarny pionek · h7 – Czarny pionek · d6 – Czarny pionek · e6 – Czarny pionek · f6 – Czarny skoczek · f5 – Czarny pionek · c4 – Biały pionek · d4 – Biały pionek · c3 – Biały skoczek · f3 – Biały skoczek · g3 – Biały pionek · a2 – Biały pionek · b2 – Biały pionek · e2 – Biały pionek · f2 – Biały pionek · g2 – Biały goniec · h2 – Biały pionek · a1 – Biała wieża · c1 – Biały goniec · d1 – Biały hetman · f1 – Biała wieża · g1 – Biały król | a8 – Czarna wieża · b8 – Czarny skoczek · c8 – Czarny goniec · e8 – Czarny hetman · f8 – Czarna wieża · g8 – Czarny król · a7 – Czarny pionek · b7 – Czarny pionek · c7 – Czarny pionek · e7 – Czarny goniec · g7 – Czarny pionek · h7 – Czarny pionek · d6 – Czarny pionek · e6 – Czarny pionek · f6 – Czarny skoczek · f5 – Czarny pionek · c4 – Biały pionek · d4 – Biały pionek · c3 – Biały skoczek · f3 – Biały skoczek · g3 – Biały pionek · a2 – Biały pionek · b2 – Biały pionek · e2 – Biały pionek · f2 – Biały pionek · g2 – Biały goniec · h2 – Biały pionek · a1 – Biała wieża · c1 – Biały goniec · d1 – Biały hetman · f1 – Biała wieża · g1 – Biały król | a8 – Czarna wieża · b8 – Czarny skoczek · c8 – Czarny goniec · e8 – Czarny hetman · f8 – Czarna wieża · g8 – Czarny król · a7 – Czarny pionek · b7 – Czarny pionek · c7 – Czarny pionek · e7 – Czarny goniec · g7 – Czarny pionek · h7 – Czarny pionek · d6 – Czarny pionek · e6 – Czarny pionek · f6 – Czarny skoczek · f5 – Czarny pionek · c4 – Biały pionek · d4 – Biały pionek · c3 – Biały skoczek · f3 – Biały skoczek · g3 – Biały pionek · a2 – Biały pionek · b2 – Biały pionek · e2 – Biały pionek · f2 – Biały pionek · g2 – Biały goniec · h2 – Biały pionek · a1 – Biała wieża · c1 – Biały goniec · d1 – Biały hetman · f1 – Biała wieża · g1 – Biały król | a8 – Czarna wieża · b8 – Czarny skoczek · c8 – Czarny goniec · e8 – Czarny hetman · f8 – Czarna wieża · g8 – Czarny król · a7 – Czarny pionek · b7 – Czarny pionek · c7 – Czarny pionek · e7 – Czarny goniec · g7 – Czarny pionek · h7 – Czarny pionek · d6 – Czarny pionek · e6 – Czarny pionek · f6 – Czarny skoczek · f5 – Czarny pionek · c4 – Biały pionek · d4 – Biały pionek · c3 – Biały skoczek · f3 – Biały skoczek · g3 – Biały pionek · a2 – Biały pionek · b2 – Biały pionek · e2 – Biały pionek · f2 – Biały pionek · g2 – Biały goniec · h2 – Biały pionek · a1 – Biała wieża · c1 – Biały goniec · d1 – Biały hetman · f1 – Biała wieża · g1 – Biały król | a8 – Czarna wieża · b8 – Czarny skoczek · c8 – Czarny goniec · e8 – Czarny hetman · f8 – Czarna wieża · g8 – Czarny król · a7 – Czarny pionek · b7 – Czarny pionek · c7 – Czarny pionek · e7 – Czarny goniec · g7 – Czarny pionek · h7 – Czarny pionek · d6 – Czarny pionek · e6 – Czarny pionek · f6 – Czarny skoczek · f5 – Czarny pionek · c4 – Biały pionek · d4 – Biały pionek · c3 – Biały skoczek · f3 – Biały skoczek · g3 – Biały pionek · a2 – Biały pionek · b2 – Biały pionek · e2 – Biały pionek · f2 – Biały pionek · g2 – Biały goniec · h2 – Biały pionek · a1 – Biała wieża · c1 – Biały goniec · d1 – Biały hetman · f1 – Biała wieża · g1 – Biały król | a8 – Czarna wieża · b8 – Czarny skoczek · c8 – Czarny goniec · e8 – Czarny hetman · f8 – Czarna wieża · g8 – Czarny król · a7 – Czarny pionek · b7 – Czarny pionek · c7 – Czarny pionek · e7 – Czarny goniec · g7 – Czarny pionek · h7 – Czarny pionek · d6 – Czarny pionek · e6 – Czarny pionek · f6 – Czarny skoczek · f5 – Czarny pionek · c4 – Biały pionek · d4 – Biały pionek · c3 – Biały skoczek · f3 – Biały skoczek · g3 – Biały pionek · a2 – Biały pionek · b2 – Biały pionek · e2 – Biały pionek · f2 – Biały pionek · g2 – Biały goniec · h2 – Biały pionek · a1 – Biała wieża · c1 – Biały goniec · d1 – Biały hetman · f1 – Biała wieża · g1 – Biały król | a8 – Czarna wieża · b8 – Czarny skoczek · c8 – Czarny goniec · e8 – Czarny hetman · f8 – Czarna wieża · g8 – Czarny król · a7 – Czarny pionek · b7 – Czarny pionek · c7 – Czarny pionek · e7 – Czarny goniec · g7 – Czarny pionek · h7 – Czarny pionek · d6 – Czarny pionek · e6 – Czarny pionek · f6 – Czarny skoczek · f5 – Czarny pionek · c4 – Biały pionek · d4 – Biały pionek · c3 – Biały skoczek · f3 – Biały skoczek · g3 – Biały pionek · a2 – Biały pionek · b2 – Biały pionek · e2 – Biały pionek · f2 – Biały pionek · g2 – Biały goniec · h2 – Biały pionek · a1 – Biała wieża · c1 – Biały goniec · d1 – Biały hetman · f1 – Biała wieża · g1 – Biały król | a8 – Czarna wieża · b8 – Czarny skoczek · c8 – Czarny goniec · e8 – Czarny hetman · f8 – Czarna wieża · g8 – Czarny król · a7 – Czarny pionek · b7 – Czarny pionek · c7 – Czarny pionek · e7 – Czarny goniec · g7 – Czarny pionek · h7 – Czarny pionek · d6 – Czarny pionek · e6 – Czarny pionek · f6 – Czarny skoczek · f5 – Czarny pionek · c4 – Biały pionek · d4 – Biały pionek · c3 – Biały skoczek · f3 – Biały skoczek · g3 – Biały pionek · a2 – Biały pionek · b2 – Biały pionek · e2 – Biały pionek · f2 – Biały pionek · g2 – Biały goniec · h2 – Biały pionek · a1 – Biała wieża · c1 – Biały goniec · d1 – Biały hetman · f1 – Biała wieża · g1 – Biały król | 8 |
| 7 | a8 – Czarna wieża · b8 – Czarny skoczek · c8 – Czarny goniec · e8 – Czarny hetman · f8 – Czarna wieża · g8 – Czarny król · a7 – Czarny pionek · b7 – Czarny pionek · c7 – Czarny pionek · e7 – Czarny goniec · g7 – Czarny pionek · h7 – Czarny pionek · d6 – Czarny pionek · e6 – Czarny pionek · f6 – Czarny skoczek · f5 – Czarny pionek · c4 – Biały pionek · d4 – Biały pionek · c3 – Biały skoczek · f3 – Biały skoczek · g3 – Biały pionek · a2 – Biały pionek · b2 – Biały pionek · e2 – Biały pionek · f2 – Biały pionek · g2 – Biały goniec · h2 – Biały pionek · a1 – Biała wieża · c1 – Biały goniec · d1 – Biały hetman · f1 – Biała wieża · g1 – Biały król | a8 – Czarna wieża · b8 – Czarny skoczek · c8 – Czarny goniec · e8 – Czarny hetman · f8 – Czarna wieża · g8 – Czarny król · a7 – Czarny pionek · b7 – Czarny pionek · c7 – Czarny pionek · e7 – Czarny goniec · g7 – Czarny pionek · h7 – Czarny pionek · d6 – Czarny pionek · e6 – Czarny pionek · f6 – Czarny skoczek · f5 – Czarny pionek · c4 – Biały pionek · d4 – Biały pionek · c3 – Biały skoczek · f3 – Biały skoczek · g3 – Biały pionek · a2 – Biały pionek · b2 – Biały pionek · e2 – Biały pionek · f2 – Biały pionek · g2 – Biały goniec · h2 – Biały pionek · a1 – Biała wieża · c1 – Biały goniec · d1 – Biały hetman · f1 – Biała wieża · g1 – Biały król | a8 – Czarna wieża · b8 – Czarny skoczek · c8 – Czarny goniec · e8 – Czarny hetman · f8 – Czarna wieża · g8 – Czarny król · a7 – Czarny pionek · b7 – Czarny pionek · c7 – Czarny pionek · e7 – Czarny goniec · g7 – Czarny pionek · h7 – Czarny pionek · d6 – Czarny pionek · e6 – Czarny pionek · f6 – Czarny skoczek · f5 – Czarny pionek · c4 – Biały pionek · d4 – Biały pionek · c3 – Biały skoczek · f3 – Biały skoczek · g3 – Biały pionek · a2 – Biały pionek · b2 – Biały pionek · e2 – Biały pionek · f2 – Biały pionek · g2 – Biały goniec · h2 – Biały pionek · a1 – Biała wieża · c1 – Biały goniec · d1 – Biały hetman · f1 – Biała wieża · g1 – Biały król | a8 – Czarna wieża · b8 – Czarny skoczek · c8 – Czarny goniec · e8 – Czarny hetman · f8 – Czarna wieża · g8 – Czarny król · a7 – Czarny pionek · b7 – Czarny pionek · c7 – Czarny pionek · e7 – Czarny goniec · g7 – Czarny pionek · h7 – Czarny pionek · d6 – Czarny pionek · e6 – Czarny pionek · f6 – Czarny skoczek · f5 – Czarny pionek · c4 – Biały pionek · d4 – Biały pionek · c3 – Biały skoczek · f3 – Biały skoczek · g3 – Biały pionek · a2 – Biały pionek · b2 – Biały pionek · e2 – Biały pionek · f2 – Biały pionek · g2 – Biały goniec · h2 – Biały pionek · a1 – Biała wieża · c1 – Biały goniec · d1 – Biały hetman · f1 – Biała wieża · g1 – Biały król | a8 – Czarna wieża · b8 – Czarny skoczek · c8 – Czarny goniec · e8 – Czarny hetman · f8 – Czarna wieża · g8 – Czarny król · a7 – Czarny pionek · b7 – Czarny pionek · c7 – Czarny pionek · e7 – Czarny goniec · g7 – Czarny pionek · h7 – Czarny pionek · d6 – Czarny pionek · e6 – Czarny pionek · f6 – Czarny skoczek · f5 – Czarny pionek · c4 – Biały pionek · d4 – Biały pionek · c3 – Biały skoczek · f3 – Biały skoczek · g3 – Biały pionek · a2 – Biały pionek · b2 – Biały pionek · e2 – Biały pionek · f2 – Biały pionek · g2 – Biały goniec · h2 – Biały pionek · a1 – Biała wieża · c1 – Biały goniec · d1 – Biały hetman · f1 – Biała wieża · g1 – Biały król | a8 – Czarna wieża · b8 – Czarny skoczek · c8 – Czarny goniec · e8 – Czarny hetman · f8 – Czarna wieża · g8 – Czarny król · a7 – Czarny pionek · b7 – Czarny pionek · c7 – Czarny pionek · e7 – Czarny goniec · g7 – Czarny pionek · h7 – Czarny pionek · d6 – Czarny pionek · e6 – Czarny pionek · f6 – Czarny skoczek · f5 – Czarny pionek · c4 – Biały pionek · d4 – Biały pionek · c3 – Biały skoczek · f3 – Biały skoczek · g3 – Biały pionek · a2 – Biały pionek · b2 – Biały pionek · e2 – Biały pionek · f2 – Biały pionek · g2 – Biały goniec · h2 – Biały pionek · a1 – Biała wieża · c1 – Biały goniec · d1 – Biały hetman · f1 – Biała wieża · g1 – Biały król | a8 – Czarna wieża · b8 – Czarny skoczek · c8 – Czarny goniec · e8 – Czarny hetman · f8 – Czarna wieża · g8 – Czarny król · a7 – Czarny pionek · b7 – Czarny pionek · c7 – Czarny pionek · e7 – Czarny goniec · g7 – Czarny pionek · h7 – Czarny pionek · d6 – Czarny pionek · e6 – Czarny pionek · f6 – Czarny skoczek · f5 – Czarny pionek · c4 – Biały pionek · d4 – Biały pionek · c3 – Biały skoczek · f3 – Biały skoczek · g3 – Biały pionek · a2 – Biały pionek · b2 – Biały pionek · e2 – Biały pionek · f2 – Biały pionek · g2 – Biały goniec · h2 – Biały pionek · a1 – Biała wieża · c1 – Biały goniec · d1 – Biały hetman · f1 – Biała wieża · g1 – Biały król | a8 – Czarna wieża · b8 – Czarny skoczek · c8 – Czarny goniec · e8 – Czarny hetman · f8 – Czarna wieża · g8 – Czarny król · a7 – Czarny pionek · b7 – Czarny pionek · c7 – Czarny pionek · e7 – Czarny goniec · g7 – Czarny pionek · h7 – Czarny pionek · d6 – Czarny pionek · e6 – Czarny pionek · f6 – Czarny skoczek · f5 – Czarny pionek · c4 – Biały pionek · d4 – Biały pionek · c3 – Biały skoczek · f3 – Biały skoczek · g3 – Biały pionek · a2 – Biały pionek · b2 – Biały pionek · e2 – Biały pionek · f2 – Biały pionek · g2 – Biały goniec · h2 – Biały pionek · a1 – Biała wieża · c1 – Biały goniec · d1 – Biały hetman · f1 – Biała wieża · g1 – Biały król | 7 |
| 6 | a8 – Czarna wieża · b8 – Czarny skoczek · c8 – Czarny goniec · e8 – Czarny hetman · f8 – Czarna wieża · g8 – Czarny król · a7 – Czarny pionek · b7 – Czarny pionek · c7 – Czarny pionek · e7 – Czarny goniec · g7 – Czarny pionek · h7 – Czarny pionek · d6 – Czarny pionek · e6 – Czarny pionek · f6 – Czarny skoczek · f5 – Czarny pionek · c4 – Biały pionek · d4 – Biały pionek · c3 – Biały skoczek · f3 – Biały skoczek · g3 – Biały pionek · a2 – Biały pionek · b2 – Biały pionek · e2 – Biały pionek · f2 – Biały pionek · g2 – Biały goniec · h2 – Biały pionek · a1 – Biała wieża · c1 – Biały goniec · d1 – Biały hetman · f1 – Biała wieża · g1 – Biały król | a8 – Czarna wieża · b8 – Czarny skoczek · c8 – Czarny goniec · e8 – Czarny hetman · f8 – Czarna wieża · g8 – Czarny król · a7 – Czarny pionek · b7 – Czarny pionek · c7 – Czarny pionek · e7 – Czarny goniec · g7 – Czarny pionek · h7 – Czarny pionek · d6 – Czarny pionek · e6 – Czarny pionek · f6 – Czarny skoczek · f5 – Czarny pionek · c4 – Biały pionek · d4 – Biały pionek · c3 – Biały skoczek · f3 – Biały skoczek · g3 – Biały pionek · a2 – Biały pionek · b2 – Biały pionek · e2 – Biały pionek · f2 – Biały pionek · g2 – Biały goniec · h2 – Biały pionek · a1 – Biała wieża · c1 – Biały goniec · d1 – Biały hetman · f1 – Biała wieża · g1 – Biały król | a8 – Czarna wieża · b8 – Czarny skoczek · c8 – Czarny goniec · e8 – Czarny hetman · f8 – Czarna wieża · g8 – Czarny król · a7 – Czarny pionek · b7 – Czarny pionek · c7 – Czarny pionek · e7 – Czarny goniec · g7 – Czarny pionek · h7 – Czarny pionek · d6 – Czarny pionek · e6 – Czarny pionek · f6 – Czarny skoczek · f5 – Czarny pionek · c4 – Biały pionek · d4 – Biały pionek · c3 – Biały skoczek · f3 – Biały skoczek · g3 – Biały pionek · a2 – Biały pionek · b2 – Biały pionek · e2 – Biały pionek · f2 – Biały pionek · g2 – Biały goniec · h2 – Biały pionek · a1 – Biała wieża · c1 – Biały goniec · d1 – Biały hetman · f1 – Biała wieża · g1 – Biały król | a8 – Czarna wieża · b8 – Czarny skoczek · c8 – Czarny goniec · e8 – Czarny hetman · f8 – Czarna wieża · g8 – Czarny król · a7 – Czarny pionek · b7 – Czarny pionek · c7 – Czarny pionek · e7 – Czarny goniec · g7 – Czarny pionek · h7 – Czarny pionek · d6 – Czarny pionek · e6 – Czarny pionek · f6 – Czarny skoczek · f5 – Czarny pionek · c4 – Biały pionek · d4 – Biały pionek · c3 – Biały skoczek · f3 – Biały skoczek · g3 – Biały pionek · a2 – Biały pionek · b2 – Biały pionek · e2 – Biały pionek · f2 – Biały pionek · g2 – Biały goniec · h2 – Biały pionek · a1 – Biała wieża · c1 – Biały goniec · d1 – Biały hetman · f1 – Biała wieża · g1 – Biały król | a8 – Czarna wieża · b8 – Czarny skoczek · c8 – Czarny goniec · e8 – Czarny hetman · f8 – Czarna wieża · g8 – Czarny król · a7 – Czarny pionek · b7 – Czarny pionek · c7 – Czarny pionek · e7 – Czarny goniec · g7 – Czarny pionek · h7 – Czarny pionek · d6 – Czarny pionek · e6 – Czarny pionek · f6 – Czarny skoczek · f5 – Czarny pionek · c4 – Biały pionek · d4 – Biały pionek · c3 – Biały skoczek · f3 – Biały skoczek · g3 – Biały pionek · a2 – Biały pionek · b2 – Biały pionek · e2 – Biały pionek · f2 – Biały pionek · g2 – Biały goniec · h2 – Biały pionek · a1 – Biała wieża · c1 – Biały goniec · d1 – Biały hetman · f1 – Biała wieża · g1 – Biały król | a8 – Czarna wieża · b8 – Czarny skoczek · c8 – Czarny goniec · e8 – Czarny hetman · f8 – Czarna wieża · g8 – Czarny król · a7 – Czarny pionek · b7 – Czarny pionek · c7 – Czarny pionek · e7 – Czarny goniec · g7 – Czarny pionek · h7 – Czarny pionek · d6 – Czarny pionek · e6 – Czarny pionek · f6 – Czarny skoczek · f5 – Czarny pionek · c4 – Biały pionek · d4 – Biały pionek · c3 – Biały skoczek · f3 – Biały skoczek · g3 – Biały pionek · a2 – Biały pionek · b2 – Biały pionek · e2 – Biały pionek · f2 – Biały pionek · g2 – Biały goniec · h2 – Biały pionek · a1 – Biała wieża · c1 – Biały goniec · d1 – Biały hetman · f1 – Biała wieża · g1 – Biały król | a8 – Czarna wieża · b8 – Czarny skoczek · c8 – Czarny goniec · e8 – Czarny hetman · f8 – Czarna wieża · g8 – Czarny król · a7 – Czarny pionek · b7 – Czarny pionek · c7 – Czarny pionek · e7 – Czarny goniec · g7 – Czarny pionek · h7 – Czarny pionek · d6 – Czarny pionek · e6 – Czarny pionek · f6 – Czarny skoczek · f5 – Czarny pionek · c4 – Biały pionek · d4 – Biały pionek · c3 – Biały skoczek · f3 – Biały skoczek · g3 – Biały pionek · a2 – Biały pionek · b2 – Biały pionek · e2 – Biały pionek · f2 – Biały pionek · g2 – Biały goniec · h2 – Biały pionek · a1 – Biała wieża · c1 – Biały goniec · d1 – Biały hetman · f1 – Biała wieża · g1 – Biały król | a8 – Czarna wieża · b8 – Czarny skoczek · c8 – Czarny goniec · e8 – Czarny hetman · f8 – Czarna wieża · g8 – Czarny król · a7 – Czarny pionek · b7 – Czarny pionek · c7 – Czarny pionek · e7 – Czarny goniec · g7 – Czarny pionek · h7 – Czarny pionek · d6 – Czarny pionek · e6 – Czarny pionek · f6 – Czarny skoczek · f5 – Czarny pionek · c4 – Biały pionek · d4 – Biały pionek · c3 – Biały skoczek · f3 – Biały skoczek · g3 – Biały pionek · a2 – Biały pionek · b2 – Biały pionek · e2 – Biały pionek · f2 – Biały pionek · g2 – Biały goniec · h2 – Biały pionek · a1 – Biała wieża · c1 – Biały goniec · d1 – Biały hetman · f1 – Biała wieża · g1 – Biały król | 6 |
| 5 | a8 – Czarna wieża · b8 – Czarny skoczek · c8 – Czarny goniec · e8 – Czarny hetman · f8 – Czarna wieża · g8 – Czarny król · a7 – Czarny pionek · b7 – Czarny pionek · c7 – Czarny pionek · e7 – Czarny goniec · g7 – Czarny pionek · h7 – Czarny pionek · d6 – Czarny pionek · e6 – Czarny pionek · f6 – Czarny skoczek · f5 – Czarny pionek · c4 – Biały pionek · d4 – Biały pionek · c3 – Biały skoczek · f3 – Biały skoczek · g3 – Biały pionek · a2 – Biały pionek · b2 – Biały pionek · e2 – Biały pionek · f2 – Biały pionek · g2 – Biały goniec · h2 – Biały pionek · a1 – Biała wieża · c1 – Biały goniec · d1 – Biały hetman · f1 – Biała wieża · g1 – Biały król | a8 – Czarna wieża · b8 – Czarny skoczek · c8 – Czarny goniec · e8 – Czarny hetman · f8 – Czarna wieża · g8 – Czarny król · a7 – Czarny pionek · b7 – Czarny pionek · c7 – Czarny pionek · e7 – Czarny goniec · g7 – Czarny pionek · h7 – Czarny pionek · d6 – Czarny pionek · e6 – Czarny pionek · f6 – Czarny skoczek · f5 – Czarny pionek · c4 – Biały pionek · d4 – Biały pionek · c3 – Biały skoczek · f3 – Biały skoczek · g3 – Biały pionek · a2 – Biały pionek · b2 – Biały pionek · e2 – Biały pionek · f2 – Biały pionek · g2 – Biały goniec · h2 – Biały pionek · a1 – Biała wieża · c1 – Biały goniec · d1 – Biały hetman · f1 – Biała wieża · g1 – Biały król | a8 – Czarna wieża · b8 – Czarny skoczek · c8 – Czarny goniec · e8 – Czarny hetman · f8 – Czarna wieża · g8 – Czarny król · a7 – Czarny pionek · b7 – Czarny pionek · c7 – Czarny pionek · e7 – Czarny goniec · g7 – Czarny pionek · h7 – Czarny pionek · d6 – Czarny pionek · e6 – Czarny pionek · f6 – Czarny skoczek · f5 – Czarny pionek · c4 – Biały pionek · d4 – Biały pionek · c3 – Biały skoczek · f3 – Biały skoczek · g3 – Biały pionek · a2 – Biały pionek · b2 – Biały pionek · e2 – Biały pionek · f2 – Biały pionek · g2 – Biały goniec · h2 – Biały pionek · a1 – Biała wieża · c1 – Biały goniec · d1 – Biały hetman · f1 – Biała wieża · g1 – Biały król | a8 – Czarna wieża · b8 – Czarny skoczek · c8 – Czarny goniec · e8 – Czarny hetman · f8 – Czarna wieża · g8 – Czarny król · a7 – Czarny pionek · b7 – Czarny pionek · c7 – Czarny pionek · e7 – Czarny goniec · g7 – Czarny pionek · h7 – Czarny pionek · d6 – Czarny pionek · e6 – Czarny pionek · f6 – Czarny skoczek · f5 – Czarny pionek · c4 – Biały pionek · d4 – Biały pionek · c3 – Biały skoczek · f3 – Biały skoczek · g3 – Biały pionek · a2 – Biały pionek · b2 – Biały pionek · e2 – Biały pionek · f2 – Biały pionek · g2 – Biały goniec · h2 – Biały pionek · a1 – Biała wieża · c1 – Biały goniec · d1 – Biały hetman · f1 – Biała wieża · g1 – Biały król | a8 – Czarna wieża · b8 – Czarny skoczek · c8 – Czarny goniec · e8 – Czarny hetman · f8 – Czarna wieża · g8 – Czarny król · a7 – Czarny pionek · b7 – Czarny pionek · c7 – Czarny pionek · e7 – Czarny goniec · g7 – Czarny pionek · h7 – Czarny pionek · d6 – Czarny pionek · e6 – Czarny pionek · f6 – Czarny skoczek · f5 – Czarny pionek · c4 – Biały pionek · d4 – Biały pionek · c3 – Biały skoczek · f3 – Biały skoczek · g3 – Biały pionek · a2 – Biały pionek · b2 – Biały pionek · e2 – Biały pionek · f2 – Biały pionek · g2 – Biały goniec · h2 – Biały pionek · a1 – Biała wieża · c1 – Biały goniec · d1 – Biały hetman · f1 – Biała wieża · g1 – Biały król | a8 – Czarna wieża · b8 – Czarny skoczek · c8 – Czarny goniec · e8 – Czarny hetman · f8 – Czarna wieża · g8 – Czarny król · a7 – Czarny pionek · b7 – Czarny pionek · c7 – Czarny pionek · e7 – Czarny goniec · g7 – Czarny pionek · h7 – Czarny pionek · d6 – Czarny pionek · e6 – Czarny pionek · f6 – Czarny skoczek · f5 – Czarny pionek · c4 – Biały pionek · d4 – Biały pionek · c3 – Biały skoczek · f3 – Biały skoczek · g3 – Biały pionek · a2 – Biały pionek · b2 – Biały pionek · e2 – Biały pionek · f2 – Biały pionek · g2 – Biały goniec · h2 – Biały pionek · a1 – Biała wieża · c1 – Biały goniec · d1 – Biały hetman · f1 – Biała wieża · g1 – Biały król | a8 – Czarna wieża · b8 – Czarny skoczek · c8 – Czarny goniec · e8 – Czarny hetman · f8 – Czarna wieża · g8 – Czarny król · a7 – Czarny pionek · b7 – Czarny pionek · c7 – Czarny pionek · e7 – Czarny goniec · g7 – Czarny pionek · h7 – Czarny pionek · d6 – Czarny pionek · e6 – Czarny pionek · f6 – Czarny skoczek · f5 – Czarny pionek · c4 – Biały pionek · d4 – Biały pionek · c3 – Biały skoczek · f3 – Biały skoczek · g3 – Biały pionek · a2 – Biały pionek · b2 – Biały pionek · e2 – Biały pionek · f2 – Biały pionek · g2 – Biały goniec · h2 – Biały pionek · a1 – Biała wieża · c1 – Biały goniec · d1 – Biały hetman · f1 – Biała wieża · g1 – Biały król | a8 – Czarna wieża · b8 – Czarny skoczek · c8 – Czarny goniec · e8 – Czarny hetman · f8 – Czarna wieża · g8 – Czarny król · a7 – Czarny pionek · b7 – Czarny pionek · c7 – Czarny pionek · e7 – Czarny goniec · g7 – Czarny pionek · h7 – Czarny pionek · d6 – Czarny pionek · e6 – Czarny pionek · f6 – Czarny skoczek · f5 – Czarny pionek · c4 – Biały pionek · d4 – Biały pionek · c3 – Biały skoczek · f3 – Biały skoczek · g3 – Biały pionek · a2 – Biały pionek · b2 – Biały pionek · e2 – Biały pionek · f2 – Biały pionek · g2 – Biały goniec · h2 – Biały pionek · a1 – Biała wieża · c1 – Biały goniec · d1 – Biały hetman · f1 – Biała wieża · g1 – Biały król | 5 |
| 4 | a8 – Czarna wieża · b8 – Czarny skoczek · c8 – Czarny goniec · e8 – Czarny hetman · f8 – Czarna wieża · g8 – Czarny król · a7 – Czarny pionek · b7 – Czarny pionek · c7 – Czarny pionek · e7 – Czarny goniec · g7 – Czarny pionek · h7 – Czarny pionek · d6 – Czarny pionek · e6 – Czarny pionek · f6 – Czarny skoczek · f5 – Czarny pionek · c4 – Biały pionek · d4 – Biały pionek · c3 – Biały skoczek · f3 – Biały skoczek · g3 – Biały pionek · a2 – Biały pionek · b2 – Biały pionek · e2 – Biały pionek · f2 – Biały pionek · g2 – Biały goniec · h2 – Biały pionek · a1 – Biała wieża · c1 – Biały goniec · d1 – Biały hetman · f1 – Biała wieża · g1 – Biały król | a8 – Czarna wieża · b8 – Czarny skoczek · c8 – Czarny goniec · e8 – Czarny hetman · f8 – Czarna wieża · g8 – Czarny król · a7 – Czarny pionek · b7 – Czarny pionek · c7 – Czarny pionek · e7 – Czarny goniec · g7 – Czarny pionek · h7 – Czarny pionek · d6 – Czarny pionek · e6 – Czarny pionek · f6 – Czarny skoczek · f5 – Czarny pionek · c4 – Biały pionek · d4 – Biały pionek · c3 – Biały skoczek · f3 – Biały skoczek · g3 – Biały pionek · a2 – Biały pionek · b2 – Biały pionek · e2 – Biały pionek · f2 – Biały pionek · g2 – Biały goniec · h2 – Biały pionek · a1 – Biała wieża · c1 – Biały goniec · d1 – Biały hetman · f1 – Biała wieża · g1 – Biały król | a8 – Czarna wieża · b8 – Czarny skoczek · c8 – Czarny goniec · e8 – Czarny hetman · f8 – Czarna wieża · g8 – Czarny król · a7 – Czarny pionek · b7 – Czarny pionek · c7 – Czarny pionek · e7 – Czarny goniec · g7 – Czarny pionek · h7 – Czarny pionek · d6 – Czarny pionek · e6 – Czarny pionek · f6 – Czarny skoczek · f5 – Czarny pionek · c4 – Biały pionek · d4 – Biały pionek · c3 – Biały skoczek · f3 – Biały skoczek · g3 – Biały pionek · a2 – Biały pionek · b2 – Biały pionek · e2 – Biały pionek · f2 – Biały pionek · g2 – Biały goniec · h2 – Biały pionek · a1 – Biała wieża · c1 – Biały goniec · d1 – Biały hetman · f1 – Biała wieża · g1 – Biały król | a8 – Czarna wieża · b8 – Czarny skoczek · c8 – Czarny goniec · e8 – Czarny hetman · f8 – Czarna wieża · g8 – Czarny król · a7 – Czarny pionek · b7 – Czarny pionek · c7 – Czarny pionek · e7 – Czarny goniec · g7 – Czarny pionek · h7 – Czarny pionek · d6 – Czarny pionek · e6 – Czarny pionek · f6 – Czarny skoczek · f5 – Czarny pionek · c4 – Biały pionek · d4 – Biały pionek · c3 – Biały skoczek · f3 – Biały skoczek · g3 – Biały pionek · a2 – Biały pionek · b2 – Biały pionek · e2 – Biały pionek · f2 – Biały pionek · g2 – Biały goniec · h2 – Biały pionek · a1 – Biała wieża · c1 – Biały goniec · d1 – Biały hetman · f1 – Biała wieża · g1 – Biały król | a8 – Czarna wieża · b8 – Czarny skoczek · c8 – Czarny goniec · e8 – Czarny hetman · f8 – Czarna wieża · g8 – Czarny król · a7 – Czarny pionek · b7 – Czarny pionek · c7 – Czarny pionek · e7 – Czarny goniec · g7 – Czarny pionek · h7 – Czarny pionek · d6 – Czarny pionek · e6 – Czarny pionek · f6 – Czarny skoczek · f5 – Czarny pionek · c4 – Biały pionek · d4 – Biały pionek · c3 – Biały skoczek · f3 – Biały skoczek · g3 – Biały pionek · a2 – Biały pionek · b2 – Biały pionek · e2 – Biały pionek · f2 – Biały pionek · g2 – Biały goniec · h2 – Biały pionek · a1 – Biała wieża · c1 – Biały goniec · d1 – Biały hetman · f1 – Biała wieża · g1 – Biały król | a8 – Czarna wieża · b8 – Czarny skoczek · c8 – Czarny goniec · e8 – Czarny hetman · f8 – Czarna wieża · g8 – Czarny król · a7 – Czarny pionek · b7 – Czarny pionek · c7 – Czarny pionek · e7 – Czarny goniec · g7 – Czarny pionek · h7 – Czarny pionek · d6 – Czarny pionek · e6 – Czarny pionek · f6 – Czarny skoczek · f5 – Czarny pionek · c4 – Biały pionek · d4 – Biały pionek · c3 – Biały skoczek · f3 – Biały skoczek · g3 – Biały pionek · a2 – Biały pionek · b2 – Biały pionek · e2 – Biały pionek · f2 – Biały pionek · g2 – Biały goniec · h2 – Biały pionek · a1 – Biała wieża · c1 – Biały goniec · d1 – Biały hetman · f1 – Biała wieża · g1 – Biały król | a8 – Czarna wieża · b8 – Czarny skoczek · c8 – Czarny goniec · e8 – Czarny hetman · f8 – Czarna wieża · g8 – Czarny król · a7 – Czarny pionek · b7 – Czarny pionek · c7 – Czarny pionek · e7 – Czarny goniec · g7 – Czarny pionek · h7 – Czarny pionek · d6 – Czarny pionek · e6 – Czarny pionek · f6 – Czarny skoczek · f5 – Czarny pionek · c4 – Biały pionek · d4 – Biały pionek · c3 – Biały skoczek · f3 – Biały skoczek · g3 – Biały pionek · a2 – Biały pionek · b2 – Biały pionek · e2 – Biały pionek · f2 – Biały pionek · g2 – Biały goniec · h2 – Biały pionek · a1 – Biała wieża · c1 – Biały goniec · d1 – Biały hetman · f1 – Biała wieża · g1 – Biały król | a8 – Czarna wieża · b8 – Czarny skoczek · c8 – Czarny goniec · e8 – Czarny hetman · f8 – Czarna wieża · g8 – Czarny król · a7 – Czarny pionek · b7 – Czarny pionek · c7 – Czarny pionek · e7 – Czarny goniec · g7 – Czarny pionek · h7 – Czarny pionek · d6 – Czarny pionek · e6 – Czarny pionek · f6 – Czarny skoczek · f5 – Czarny pionek · c4 – Biały pionek · d4 – Biały pionek · c3 – Biały skoczek · f3 – Biały skoczek · g3 – Biały pionek · a2 – Biały pionek · b2 – Biały pionek · e2 – Biały pionek · f2 – Biały pionek · g2 – Biały goniec · h2 – Biały pionek · a1 – Biała wieża · c1 – Biały goniec · d1 – Biały hetman · f1 – Biała wieża · g1 – Biały król | 4 |
| 3 | a8 – Czarna wieża · b8 – Czarny skoczek · c8 – Czarny goniec · e8 – Czarny hetman · f8 – Czarna wieża · g8 – Czarny król · a7 – Czarny pionek · b7 – Czarny pionek · c7 – Czarny pionek · e7 – Czarny goniec · g7 – Czarny pionek · h7 – Czarny pionek · d6 – Czarny pionek · e6 – Czarny pionek · f6 – Czarny skoczek · f5 – Czarny pionek · c4 – Biały pionek · d4 – Biały pionek · c3 – Biały skoczek · f3 – Biały skoczek · g3 – Biały pionek · a2 – Biały pionek · b2 – Biały pionek · e2 – Biały pionek · f2 – Biały pionek · g2 – Biały goniec · h2 – Biały pionek · a1 – Biała wieża · c1 – Biały goniec · d1 – Biały hetman · f1 – Biała wieża · g1 – Biały król | a8 – Czarna wieża · b8 – Czarny skoczek · c8 – Czarny goniec · e8 – Czarny hetman · f8 – Czarna wieża · g8 – Czarny król · a7 – Czarny pionek · b7 – Czarny pionek · c7 – Czarny pionek · e7 – Czarny goniec · g7 – Czarny pionek · h7 – Czarny pionek · d6 – Czarny pionek · e6 – Czarny pionek · f6 – Czarny skoczek · f5 – Czarny pionek · c4 – Biały pionek · d4 – Biały pionek · c3 – Biały skoczek · f3 – Biały skoczek · g3 – Biały pionek · a2 – Biały pionek · b2 – Biały pionek · e2 – Biały pionek · f2 – Biały pionek · g2 – Biały goniec · h2 – Biały pionek · a1 – Biała wieża · c1 – Biały goniec · d1 – Biały hetman · f1 – Biała wieża · g1 – Biały król | a8 – Czarna wieża · b8 – Czarny skoczek · c8 – Czarny goniec · e8 – Czarny hetman · f8 – Czarna wieża · g8 – Czarny król · a7 – Czarny pionek · b7 – Czarny pionek · c7 – Czarny pionek · e7 – Czarny goniec · g7 – Czarny pionek · h7 – Czarny pionek · d6 – Czarny pionek · e6 – Czarny pionek · f6 – Czarny skoczek · f5 – Czarny pionek · c4 – Biały pionek · d4 – Biały pionek · c3 – Biały skoczek · f3 – Biały skoczek · g3 – Biały pionek · a2 – Biały pionek · b2 – Biały pionek · e2 – Biały pionek · f2 – Biały pionek · g2 – Biały goniec · h2 – Biały pionek · a1 – Biała wieża · c1 – Biały goniec · d1 – Biały hetman · f1 – Biała wieża · g1 – Biały król | a8 – Czarna wieża · b8 – Czarny skoczek · c8 – Czarny goniec · e8 – Czarny hetman · f8 – Czarna wieża · g8 – Czarny król · a7 – Czarny pionek · b7 – Czarny pionek · c7 – Czarny pionek · e7 – Czarny goniec · g7 – Czarny pionek · h7 – Czarny pionek · d6 – Czarny pionek · e6 – Czarny pionek · f6 – Czarny skoczek · f5 – Czarny pionek · c4 – Biały pionek · d4 – Biały pionek · c3 – Biały skoczek · f3 – Biały skoczek · g3 – Biały pionek · a2 – Biały pionek · b2 – Biały pionek · e2 – Biały pionek · f2 – Biały pionek · g2 – Biały goniec · h2 – Biały pionek · a1 – Biała wieża · c1 – Biały goniec · d1 – Biały hetman · f1 – Biała wieża · g1 – Biały król | a8 – Czarna wieża · b8 – Czarny skoczek · c8 – Czarny goniec · e8 – Czarny hetman · f8 – Czarna wieża · g8 – Czarny król · a7 – Czarny pionek · b7 – Czarny pionek · c7 – Czarny pionek · e7 – Czarny goniec · g7 – Czarny pionek · h7 – Czarny pionek · d6 – Czarny pionek · e6 – Czarny pionek · f6 – Czarny skoczek · f5 – Czarny pionek · c4 – Biały pionek · d4 – Biały pionek · c3 – Biały skoczek · f3 – Biały skoczek · g3 – Biały pionek · a2 – Biały pionek · b2 – Biały pionek · e2 – Biały pionek · f2 – Biały pionek · g2 – Biały goniec · h2 – Biały pionek · a1 – Biała wieża · c1 – Biały goniec · d1 – Biały hetman · f1 – Biała wieża · g1 – Biały król | a8 – Czarna wieża · b8 – Czarny skoczek · c8 – Czarny goniec · e8 – Czarny hetman · f8 – Czarna wieża · g8 – Czarny król · a7 – Czarny pionek · b7 – Czarny pionek · c7 – Czarny pionek · e7 – Czarny goniec · g7 – Czarny pionek · h7 – Czarny pionek · d6 – Czarny pionek · e6 – Czarny pionek · f6 – Czarny skoczek · f5 – Czarny pionek · c4 – Biały pionek · d4 – Biały pionek · c3 – Biały skoczek · f3 – Biały skoczek · g3 – Biały pionek · a2 – Biały pionek · b2 – Biały pionek · e2 – Biały pionek · f2 – Biały pionek · g2 – Biały goniec · h2 – Biały pionek · a1 – Biała wieża · c1 – Biały goniec · d1 – Biały hetman · f1 – Biała wieża · g1 – Biały król | a8 – Czarna wieża · b8 – Czarny skoczek · c8 – Czarny goniec · e8 – Czarny hetman · f8 – Czarna wieża · g8 – Czarny król · a7 – Czarny pionek · b7 – Czarny pionek · c7 – Czarny pionek · e7 – Czarny goniec · g7 – Czarny pionek · h7 – Czarny pionek · d6 – Czarny pionek · e6 – Czarny pionek · f6 – Czarny skoczek · f5 – Czarny pionek · c4 – Biały pionek · d4 – Biały pionek · c3 – Biały skoczek · f3 – Biały skoczek · g3 – Biały pionek · a2 – Biały pionek · b2 – Biały pionek · e2 – Biały pionek · f2 – Biały pionek · g2 – Biały goniec · h2 – Biały pionek · a1 – Biała wieża · c1 – Biały goniec · d1 – Biały hetman · f1 – Biała wieża · g1 – Biały król | a8 – Czarna wieża · b8 – Czarny skoczek · c8 – Czarny goniec · e8 – Czarny hetman · f8 – Czarna wieża · g8 – Czarny król · a7 – Czarny pionek · b7 – Czarny pionek · c7 – Czarny pionek · e7 – Czarny goniec · g7 – Czarny pionek · h7 – Czarny pionek · d6 – Czarny pionek · e6 – Czarny pionek · f6 – Czarny skoczek · f5 – Czarny pionek · c4 – Biały pionek · d4 – Biały pionek · c3 – Biały skoczek · f3 – Biały skoczek · g3 – Biały pionek · a2 – Biały pionek · b2 – Biały pionek · e2 – Biały pionek · f2 – Biały pionek · g2 – Biały goniec · h2 – Biały pionek · a1 – Biała wieża · c1 – Biały goniec · d1 – Biały hetman · f1 – Biała wieża · g1 – Biały król | 3 |
| 2 | a8 – Czarna wieża · b8 – Czarny skoczek · c8 – Czarny goniec · e8 – Czarny hetman · f8 – Czarna wieża · g8 – Czarny król · a7 – Czarny pionek · b7 – Czarny pionek · c7 – Czarny pionek · e7 – Czarny goniec · g7 – Czarny pionek · h7 – Czarny pionek · d6 – Czarny pionek · e6 – Czarny pionek · f6 – Czarny skoczek · f5 – Czarny pionek · c4 – Biały pionek · d4 – Biały pionek · c3 – Biały skoczek · f3 – Biały skoczek · g3 – Biały pionek · a2 – Biały pionek · b2 – Biały pionek · e2 – Biały pionek · f2 – Biały pionek · g2 – Biały goniec · h2 – Biały pionek · a1 – Biała wieża · c1 – Biały goniec · d1 – Biały hetman · f1 – Biała wieża · g1 – Biały król | a8 – Czarna wieża · b8 – Czarny skoczek · c8 – Czarny goniec · e8 – Czarny hetman · f8 – Czarna wieża · g8 – Czarny król · a7 – Czarny pionek · b7 – Czarny pionek · c7 – Czarny pionek · e7 – Czarny goniec · g7 – Czarny pionek · h7 – Czarny pionek · d6 – Czarny pionek · e6 – Czarny pionek · f6 – Czarny skoczek · f5 – Czarny pionek · c4 – Biały pionek · d4 – Biały pionek · c3 – Biały skoczek · f3 – Biały skoczek · g3 – Biały pionek · a2 – Biały pionek · b2 – Biały pionek · e2 – Biały pionek · f2 – Biały pionek · g2 – Biały goniec · h2 – Biały pionek · a1 – Biała wieża · c1 – Biały goniec · d1 – Biały hetman · f1 – Biała wieża · g1 – Biały król | a8 – Czarna wieża · b8 – Czarny skoczek · c8 – Czarny goniec · e8 – Czarny hetman · f8 – Czarna wieża · g8 – Czarny król · a7 – Czarny pionek · b7 – Czarny pionek · c7 – Czarny pionek · e7 – Czarny goniec · g7 – Czarny pionek · h7 – Czarny pionek · d6 – Czarny pionek · e6 – Czarny pionek · f6 – Czarny skoczek · f5 – Czarny pionek · c4 – Biały pionek · d4 – Biały pionek · c3 – Biały skoczek · f3 – Biały skoczek · g3 – Biały pionek · a2 – Biały pionek · b2 – Biały pionek · e2 – Biały pionek · f2 – Biały pionek · g2 – Biały goniec · h2 – Biały pionek · a1 – Biała wieża · c1 – Biały goniec · d1 – Biały hetman · f1 – Biała wieża · g1 – Biały król | a8 – Czarna wieża · b8 – Czarny skoczek · c8 – Czarny goniec · e8 – Czarny hetman · f8 – Czarna wieża · g8 – Czarny król · a7 – Czarny pionek · b7 – Czarny pionek · c7 – Czarny pionek · e7 – Czarny goniec · g7 – Czarny pionek · h7 – Czarny pionek · d6 – Czarny pionek · e6 – Czarny pionek · f6 – Czarny skoczek · f5 – Czarny pionek · c4 – Biały pionek · d4 – Biały pionek · c3 – Biały skoczek · f3 – Biały skoczek · g3 – Biały pionek · a2 – Biały pionek · b2 – Biały pionek · e2 – Biały pionek · f2 – Biały pionek · g2 – Biały goniec · h2 – Biały pionek · a1 – Biała wieża · c1 – Biały goniec · d1 – Biały hetman · f1 – Biała wieża · g1 – Biały król | a8 – Czarna wieża · b8 – Czarny skoczek · c8 – Czarny goniec · e8 – Czarny hetman · f8 – Czarna wieża · g8 – Czarny król · a7 – Czarny pionek · b7 – Czarny pionek · c7 – Czarny pionek · e7 – Czarny goniec · g7 – Czarny pionek · h7 – Czarny pionek · d6 – Czarny pionek · e6 – Czarny pionek · f6 – Czarny skoczek · f5 – Czarny pionek · c4 – Biały pionek · d4 – Biały pionek · c3 – Biały skoczek · f3 – Biały skoczek · g3 – Biały pionek · a2 – Biały pionek · b2 – Biały pionek · e2 – Biały pionek · f2 – Biały pionek · g2 – Biały goniec · h2 – Biały pionek · a1 – Biała wieża · c1 – Biały goniec · d1 – Biały hetman · f1 – Biała wieża · g1 – Biały król | a8 – Czarna wieża · b8 – Czarny skoczek · c8 – Czarny goniec · e8 – Czarny hetman · f8 – Czarna wieża · g8 – Czarny król · a7 – Czarny pionek · b7 – Czarny pionek · c7 – Czarny pionek · e7 – Czarny goniec · g7 – Czarny pionek · h7 – Czarny pionek · d6 – Czarny pionek · e6 – Czarny pionek · f6 – Czarny skoczek · f5 – Czarny pionek · c4 – Biały pionek · d4 – Biały pionek · c3 – Biały skoczek · f3 – Biały skoczek · g3 – Biały pionek · a2 – Biały pionek · b2 – Biały pionek · e2 – Biały pionek · f2 – Biały pionek · g2 – Biały goniec · h2 – Biały pionek · a1 – Biała wieża · c1 – Biały goniec · d1 – Biały hetman · f1 – Biała wieża · g1 – Biały król | a8 – Czarna wieża · b8 – Czarny skoczek · c8 – Czarny goniec · e8 – Czarny hetman · f8 – Czarna wieża · g8 – Czarny król · a7 – Czarny pionek · b7 – Czarny pionek · c7 – Czarny pionek · e7 – Czarny goniec · g7 – Czarny pionek · h7 – Czarny pionek · d6 – Czarny pionek · e6 – Czarny pionek · f6 – Czarny skoczek · f5 – Czarny pionek · c4 – Biały pionek · d4 – Biały pionek · c3 – Biały skoczek · f3 – Biały skoczek · g3 – Biały pionek · a2 – Biały pionek · b2 – Biały pionek · e2 – Biały pionek · f2 – Biały pionek · g2 – Biały goniec · h2 – Biały pionek · a1 – Biała wieża · c1 – Biały goniec · d1 – Biały hetman · f1 – Biała wieża · g1 – Biały król | a8 – Czarna wieża · b8 – Czarny skoczek · c8 – Czarny goniec · e8 – Czarny hetman · f8 – Czarna wieża · g8 – Czarny król · a7 – Czarny pionek · b7 – Czarny pionek · c7 – Czarny pionek · e7 – Czarny goniec · g7 – Czarny pionek · h7 – Czarny pionek · d6 – Czarny pionek · e6 – Czarny pionek · f6 – Czarny skoczek · f5 – Czarny pionek · c4 – Biały pionek · d4 – Biały pionek · c3 – Biały skoczek · f3 – Biały skoczek · g3 – Biały pionek · a2 – Biały pionek · b2 – Biały pionek · e2 – Biały pionek · f2 – Biały pionek · g2 – Biały goniec · h2 – Biały pionek · a1 – Biała wieża · c1 – Biały goniec · d1 – Biały hetman · f1 – Biała wieża · g1 – Biały król | 2 |
| 1 | a8 – Czarna wieża · b8 – Czarny skoczek · c8 – Czarny goniec · e8 – Czarny hetman · f8 – Czarna wieża · g8 – Czarny król · a7 – Czarny pionek · b7 – Czarny pionek · c7 – Czarny pionek · e7 – Czarny goniec · g7 – Czarny pionek · h7 – Czarny pionek · d6 – Czarny pionek · e6 – Czarny pionek · f6 – Czarny skoczek · f5 – Czarny pionek · c4 – Biały pionek · d4 – Biały pionek · c3 – Biały skoczek · f3 – Biały skoczek · g3 – Biały pionek · a2 – Biały pionek · b2 – Biały pionek · e2 – Biały pionek · f2 – Biały pionek · g2 – Biały goniec · h2 – Biały pionek · a1 – Biała wieża · c1 – Biały goniec · d1 – Biały hetman · f1 – Biała wieża · g1 – Biały król | a8 – Czarna wieża · b8 – Czarny skoczek · c8 – Czarny goniec · e8 – Czarny hetman · f8 – Czarna wieża · g8 – Czarny król · a7 – Czarny pionek · b7 – Czarny pionek · c7 – Czarny pionek · e7 – Czarny goniec · g7 – Czarny pionek · h7 – Czarny pionek · d6 – Czarny pionek · e6 – Czarny pionek · f6 – Czarny skoczek · f5 – Czarny pionek · c4 – Biały pionek · d4 – Biały pionek · c3 – Biały skoczek · f3 – Biały skoczek · g3 – Biały pionek · a2 – Biały pionek · b2 – Biały pionek · e2 – Biały pionek · f2 – Biały pionek · g2 – Biały goniec · h2 – Biały pionek · a1 – Biała wieża · c1 – Biały goniec · d1 – Biały hetman · f1 – Biała wieża · g1 – Biały król | a8 – Czarna wieża · b8 – Czarny skoczek · c8 – Czarny goniec · e8 – Czarny hetman · f8 – Czarna wieża · g8 – Czarny król · a7 – Czarny pionek · b7 – Czarny pionek · c7 – Czarny pionek · e7 – Czarny goniec · g7 – Czarny pionek · h7 – Czarny pionek · d6 – Czarny pionek · e6 – Czarny pionek · f6 – Czarny skoczek · f5 – Czarny pionek · c4 – Biały pionek · d4 – Biały pionek · c3 – Biały skoczek · f3 – Biały skoczek · g3 – Biały pionek · a2 – Biały pionek · b2 – Biały pionek · e2 – Biały pionek · f2 – Biały pionek · g2 – Biały goniec · h2 – Biały pionek · a1 – Biała wieża · c1 – Biały goniec · d1 – Biały hetman · f1 – Biała wieża · g1 – Biały król | a8 – Czarna wieża · b8 – Czarny skoczek · c8 – Czarny goniec · e8 – Czarny hetman · f8 – Czarna wieża · g8 – Czarny król · a7 – Czarny pionek · b7 – Czarny pionek · c7 – Czarny pionek · e7 – Czarny goniec · g7 – Czarny pionek · h7 – Czarny pionek · d6 – Czarny pionek · e6 – Czarny pionek · f6 – Czarny skoczek · f5 – Czarny pionek · c4 – Biały pionek · d4 – Biały pionek · c3 – Biały skoczek · f3 – Biały skoczek · g3 – Biały pionek · a2 – Biały pionek · b2 – Biały pionek · e2 – Biały pionek · f2 – Biały pionek · g2 – Biały goniec · h2 – Biały pionek · a1 – Biała wieża · c1 – Biały goniec · d1 – Biały hetman · f1 – Biała wieża · g1 – Biały król | a8 – Czarna wieża · b8 – Czarny skoczek · c8 – Czarny goniec · e8 – Czarny hetman · f8 – Czarna wieża · g8 – Czarny król · a7 – Czarny pionek · b7 – Czarny pionek · c7 – Czarny pionek · e7 – Czarny goniec · g7 – Czarny pionek · h7 – Czarny pionek · d6 – Czarny pionek · e6 – Czarny pionek · f6 – Czarny skoczek · f5 – Czarny pionek · c4 – Biały pionek · d4 – Biały pionek · c3 – Biały skoczek · f3 – Biały skoczek · g3 – Biały pionek · a2 – Biały pionek · b2 – Biały pionek · e2 – Biały pionek · f2 – Biały pionek · g2 – Biały goniec · h2 – Biały pionek · a1 – Biała wieża · c1 – Biały goniec · d1 – Biały hetman · f1 – Biała wieża · g1 – Biały król | a8 – Czarna wieża · b8 – Czarny skoczek · c8 – Czarny goniec · e8 – Czarny hetman · f8 – Czarna wieża · g8 – Czarny król · a7 – Czarny pionek · b7 – Czarny pionek · c7 – Czarny pionek · e7 – Czarny goniec · g7 – Czarny pionek · h7 – Czarny pionek · d6 – Czarny pionek · e6 – Czarny pionek · f6 – Czarny skoczek · f5 – Czarny pionek · c4 – Biały pionek · d4 – Biały pionek · c3 – Biały skoczek · f3 – Biały skoczek · g3 – Biały pionek · a2 – Biały pionek · b2 – Biały pionek · e2 – Biały pionek · f2 – Biały pionek · g2 – Biały goniec · h2 – Biały pionek · a1 – Biała wieża · c1 – Biały goniec · d1 – Biały hetman · f1 – Biała wieża · g1 – Biały król | a8 – Czarna wieża · b8 – Czarny skoczek · c8 – Czarny goniec · e8 – Czarny hetman · f8 – Czarna wieża · g8 – Czarny król · a7 – Czarny pionek · b7 – Czarny pionek · c7 – Czarny pionek · e7 – Czarny goniec · g7 – Czarny pionek · h7 – Czarny pionek · d6 – Czarny pionek · e6 – Czarny pionek · f6 – Czarny skoczek · f5 – Czarny pionek · c4 – Biały pionek · d4 – Biały pionek · c3 – Biały skoczek · f3 – Biały skoczek · g3 – Biały pionek · a2 – Biały pionek · b2 – Biały pionek · e2 – Biały pionek · f2 – Biały pionek · g2 – Biały goniec · h2 – Biały pionek · a1 – Biała wieża · c1 – Biały goniec · d1 – Biały hetman · f1 – Biała wieża · g1 – Biały król | a8 – Czarna wieża · b8 – Czarny skoczek · c8 – Czarny goniec · e8 – Czarny hetman · f8 – Czarna wieża · g8 – Czarny król · a7 – Czarny pionek · b7 – Czarny pionek · c7 – Czarny pionek · e7 – Czarny goniec · g7 – Czarny pionek · h7 – Czarny pionek · d6 – Czarny pionek · e6 – Czarny pionek · f6 – Czarny skoczek · f5 – Czarny pionek · c4 – Biały pionek · d4 – Biały pionek · c3 – Biały skoczek · f3 – Biały skoczek · g3 – Biały pionek · a2 – Biały pionek · b2 – Biały pionek · e2 – Biały pionek · f2 – Biały pionek · g2 – Biały goniec · h2 – Biały pionek · a1 – Biała wieża · c1 – Biały goniec · d1 – Biały hetman · f1 – Biała wieża · g1 – Biały król | 1 |
|   | a | b | c | d | e | f | g | h |   |

Aleksandr Fiodorowicz Iljin-Żeniewski, ros. Александр Фёдорович Ильин-Женевский (ur. 28 listopada 1894 w Petersburgu, zm. 3 września 1941 w Nowej Ładodze) – radziecki szachista oraz teoretyk szachów, uważany za jednego z twórców radzieckiej szkoły szachowej, ponadto bolszewik, pisarz, historyk oraz dyplomata.

## Życiorys
Uważał szachy za bardzo korzystne dla promowania zrozumienia sztuki strategii, strategii militarnej, a także generalnie metodologii nauki. W 1914 r. zdobył mistrzostwo Genewy, był również trzykrotnym mistrzem Petersburga (1925, 1926, 1929). Organizator pierwszych mistrzostw Związku Radzieckiego (1920) oraz meczu Michaił Botwinnik–Salomon Flohr (1933), jeden z nielicznych graczy którzy pokonali Capablankę (1925). Według retrospektywnego systemu Chessmetrics, najwyższy ranking osiągnął w lipcu 1927 r., z wynikiem 2577 punktów zajmował wówczas 25. miejsce na świecie.
Iljin-Żeniewski jest odkrywcą wariantu obrony holenderskiej:
1.d4 f5 2.c4 Sf6 3.g3 e6 4.Gg2 Ge7 5.Sf3 0-0 6.0-0 d6 7.Sc3 He8
Był ofiarą prześladowań w epoce stalinowskiej (miejsce śmierci podczas zawieruchy wojennej niepewne).

## Wybrane publikacje
- From February to the Conquest of Power
- The Bolsheviks in Power - Reminiscences of the Year 1918, New Park, ISBN 0-86151-011-9
- Meschdunarodnyj schachmatnyj turnir w Moskwe (Dnewnik utschastnika) [Das internationale Turnier in Moskau. Tagebuch eines Teilnehmers], Moskau 1926
- Matsch Aljechin-Capablanca, Moskau 1927
- Sapiski sowietskowo mastiera [Notizen eines sowjetischen Meisters], Leningrad 1929
- Notes of a Soviet master. Caissa Editions, Yorklyn 1986. ISBN 0-939433-00-1